# 김재환 (1958년)
김재환(한국 한자: 金才煥, 1958년 8월 10일 ~ )은 대한민국의 전 축구 선수이며, 포지션은 미드필더였다.